# Prémios Áquila de 2015
A 2ª Edição dos Prémios Áquila ocorreu a 9 de dezembro de 2015, no auditório da Fundação Calouste Gulbenkian, em Lisboa. Os nomeados foram revelados no dia 6 de outubro de 2015, sendo três dias depois abertas as votações on-line ao público para escolher os vencedores.
A cerimónia foi apresentada por Joana Pais de Brito e Miguel Ponte e contou com as atuações de Wanda Stuart, João Loy, O Martim, Soul Gospel Project e do pianista André Barros.

## Vencedores e nomeados
NotaOs vencedores estão destacados a negrito.

### Cinema
| Melhor filme | Melhor realizador |
| --- | --- |
| - Os Gatos não Têm Vertigens (MGN Filmes) - Capitão Falcão (Indivídeos) - Para-me de Repente o Pensamento (Até ao Fim do Mundo) - Yvone Kane (Filmes do Tejo II)                                 | - António-Pedro Vasconcelos, por Os Gatos não Têm Vertigens - Jorge Pelicano, por Para-me de Repente o Pensamento - Margarida Cardoso, por Yvone Kane - Pedro Costa, por Cavalo Dinheiro    |
| Melhor ator principal | Melhor atriz principal |
| - Miguel Guilherme, em O Pátio das Cantigas - Gonçalo Waddington, em Capitão Falcão - João Jesus, em Os Gatos não Têm Vertigens - Miguel Borges, em Para-me de Repente o Pensamento              | - Crista Alfaiate, em As Mil e Uma Noites: Volume 1, O Inquieto - Beatriz Batarda, em Yvone Kane - Margarida Moreira, em Mau Mau Maria - Maria do Céu Guerra, em Os Gatos não Têm Vertigens |
| Melhor ator secundário | Melhor atriz secundária |
| - José Pedro Vasconcelos, em O Pátio das Cantigas - Jorge Corrula, em Virados do Avesso - José Pinto, em Capitão Falcão - Nuno Melo, em Virados do Avesso                                        | - Fernanda Serrano, em Os Gatos não Têm Vertigens - Anabela Moreira, em O Pátio das Cantigas - Carla Maciel, em Capitão Falcão - Irene Ravache, em Yvone Kane                               |
| Melhor argumento | |
| - Tiago Santos, por Os Gatos não Têm Vertigens - Nuria Leon Bernardo e João Leitão, por Capitão Falcão - Jorge Pelicano, por Para-me de Repente o Pensamento - Margarida Cardoso, por Yvone Kane | |

#### Filmes com múltiplas nomeações e prémios
| Nomeações | Filmes                          |
| --------- | ------------------------------- |
| 6         | Os Gatos não Têm Vertigens      |
| 5         | Capitão Falcão                  |
| 5         | Yvone Kane                      |
| 4         | Para-me de Repente o Pensamento |
| 3         | O Pátio das Cantigas            |
| 2         | Virados do Avesso               |

| Prémios | Filmes                     |
| ------- | -------------------------- |
| 4       | Os Gatos não Têm Vertigens |
| 2       | O Pátio das Cantigas       |

### Televisão
| Melhor telenovela | Melhor ator principal | Melhor atriz principal |
| --- | --- | --- |
| - A Única Mulher (Plural Entertainment) - Coração d'Ouro (SP Televisão) - Os Nossos Dias (SP Televisão) - Poderosas (SP Televisão)       | - João Reis, em Coração d'Ouro - João Jesus, em Poderosas - José Raposo, em Coração d'Ouro - Rogério Samora, em Poderosas        | - Alexandra Lencastre, em A Única Mulher - Joana Ribeiro, em Poderosas - Lúcia Moniz, em Coração d'Ouro - Maria João Luís, em Poderosas - Maria João Bastos, em Coração d'Ouro |
| Melhor ator secundário | Melhor atriz secundária | |
| - Paulo Pires, em A Única Mulher - António Durães, em A Única Mulher - Jorge Corrula, em Poderosas - Miguel Guilherme, em Coração d'Ouro | - Mina Andala, em A Única Mulher - Inês Costa, em Os Nossos Dias - Lia Carvalho, em Poderosas - Sara Barros Leitão, em Poderosas | |

#### Telenovelas com múltiplas nomeações e prémios
| Nomeações | Telenovelas    |
| --------- | -------------- |
| 8         | Poderosas      |
| 6         | Coração d'Ouro |
| 5         | A Única Mulher |

| Prémios | Telenovela     |
| ------- | -------------- |
| 4       | A Única Mulher |

### Prémios especiais
Os prémios especiais são apenas votados pela comissão extraordinária dos Prémios Áquila e premiam em três categorias: revelação (Prémio Condor), carreira (Prémio Fénix) e papel no setor (Prémio Excelsior).

#### Prémio Condor
- João Jesus (ator)

#### Prémio Fénix
- João Perry (ator)

#### Prémio Excelsior
- Shortcutz (projeto de divulgação de curtas-metragens)